# 鶴岡俊彦
鶴岡 俊彦（つるおか としひこ、1936年5月4日 - 2008年7月14日 ）は、日本の農林官僚。水産庁長官、食糧庁長官を務めた。香川県出身。

## 来歴・人物
1959年に東京大学法学部を卒業し、同年に農林省に入省した（林野庁林政課）。1988年7月に大臣官房総務審議官に就任し、1989年に大臣官房長、1991年に水産庁長官、1992年に食糧庁長官を経て、1997年から2003年10月までに農林漁業金融公庫総裁を務めた。
2006年4月に瑞宝重光章を受章。
2008年7月14日肺炎で死去。72歳没。